# Walking on a Dream (album)
Walking on a Dream is het debuutalbum van het Australische electropopduo Empire of the Sun. Het album werd op 3 oktober 2008 uitgebracht en telt 10 nummers. 
Van het album werden vijf singles uitgebracht en er verschenen diverse remixes and bonustracks.

## Ontvangst
In recensies werd het album gemiddeld ontvangen. Er was kritiek op absurde elementen in de teksten en de rommelige uitvoering. Critici gaven aan dat de muziek wordt opgesmukt met rare fratsen, onzinrijmen en naar jaren tachtig smakende keyboards. New Musical Express gaf aan dat ondanks de opmerkelijke elementen, hun muziek het verdient om net als Prince, Ultravox en Bowie serieus te worden genomen.
Op recensieverzamelaar Metacritic heeft het album een score van 61%.

## Nummers
Het album bevat de volgende nummers:
1. Standing on the Shore (4:23)
2. Walking on a Dream (3:16)
3. Half Mast (3:54)
4. We Are the People (4:27)
5. Delta Bay (3:12)
6. Country (5:04)
7. The World (4:36)
8. Swordfish Hotkiss Night (3:55)
9. Tiger by My Side (5:47)
10. Without You (5:00)

## Medewerkers
- Luke Steele – gitaren, zang, keyboards
- Nick Littlemore – zang, keyboards
- Mike Marsh – mastering
- Peter Mayes - mixage, productie, opname
- Donnie Sloan - productie
- Chris Vallejo - opname